# エリザベス・モンゴメリー
エリザベス・モンゴメリー（Elizabeth Montgomery, 1933年4月15日 - 1995年5月18日）は、アメリカの映画・テレビ番組で活躍した女優。アメリカ三大テレビネットワークの一つであるABCで放映された『奥さまは魔女 Bewitched』の主役の魔女サマンサを演じたことで広く知られる。

## 生涯
カリフォルニア州ロサンゼルスに俳優ロバート・モンゴメリーとエリザベス・ブライアン・アレンの間に生まれる。彼女が生まれる前になくなった姉（マーサ・ブライアン・モンゴメリー）と、1936年に生まれた弟（ロバート・モンゴメリー・ジュニア Robert Montgomery Jr.）がいる。
生涯、4度の結婚を経験している。1954年21歳の時、父親の番組の舞台マネージャーだったフレッド・キャンマンと最初の結婚。しかし、ハリウッド進出を望むエリザベスとの考え方の相違から、1年後には離婚。1956年、23歳で当時42歳のギグ・ヤングと結婚するが、ヤングのアルコール依存症で結婚生活は破たん。1963年から10年間は映画監督で『奥さまは魔女』のプロデューサーであるウィリアム・アッシャー（William Asher）と結婚生活を送り、アッシャーとの間に3人の子供を儲ける。この関係は彼女のリチャード・マイケルズとの不倫の関係によって終わりを告げ1974年に離婚（ただしアッシャーも9年間の結婚生活の間に複数の女性との関係を持っていたといわれている）。2年間リチャード・マイケルズと同棲の後、1993年に俳優ロバート・フォックスワースと結婚した。
1995年5月18日、大腸癌により62歳で死去。当時、フォックスワースの手術の世話に多忙の日々で、病気の兆候を無視していたため、診察を受けた際には既に末期の状態で、診断からわずか8週間後の死だった。医師から回復の見込みがないことを告知されると、病院での死を望まず、フォックスワースと過ごしたビバリーヒルズの自宅に戻り、そこで家族が見守る中、死を迎えた。

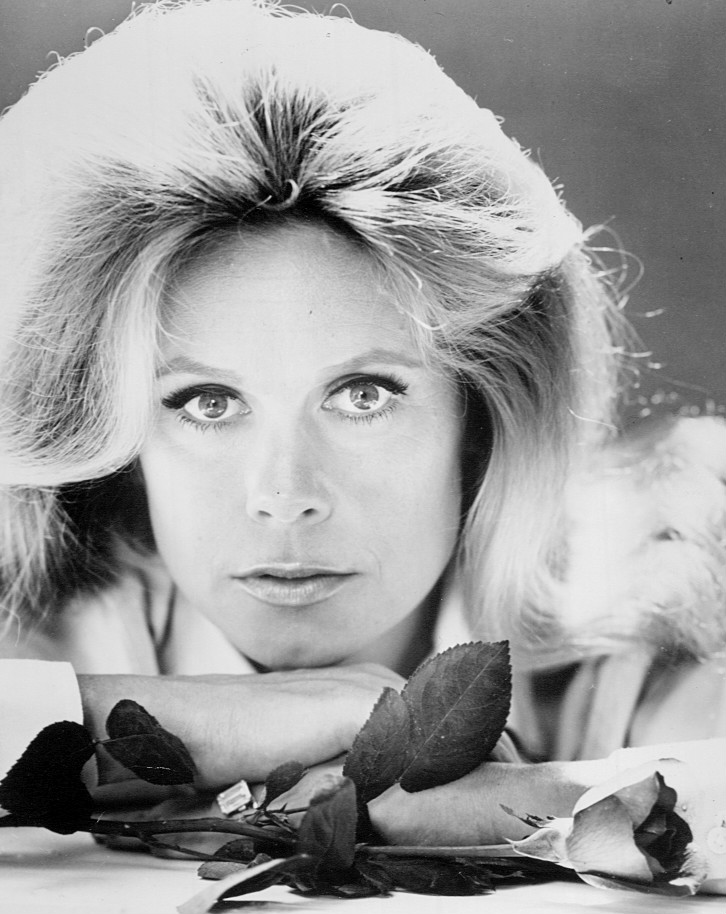
エリザベス・モンゴメリー(1971)

実生活では喫煙者だった。

## 女優として
1955年に父の出演するテレビ番組『ロバート・モンゴメリー・プリゼンツ
Robert Montgomery Presents』と、映画『軍法会議』でデビューを果たす。
1964年から1972年にわたって放映された出世作で、唯一のテレビシリーズとなった『奥さまは魔女』は大成功を収めた。シーズン8まで続いたこの作品は数々の再放送・配信がなされ現在でも世界中で広く知られる作品となっており、また後にニコール・キッドマンがサマンサ役を演じて『奥さまは魔女』として映画リメークされている。エリザベスはサマンサ役で5度エミー賞を受賞、ゴールデングローブ賞にも4度ノミネートされた。
人気番組となった一方でエリザベス自身「シーズン4を終えたあたりでサマンサ役に飽きていた」と告白している。番組が終了した後はサマンサの有名な鼻を動かす仕草は、頼まれてもやりたがらなかったという。
その後はイメージを払拭させるような役柄に積極的に取り組み、『私は犯された/エレイン夫人の裁判』中の犠牲者役でエミー賞にノミネートされ、『女死刑囚の秘密』では実在の殺人者（冤罪者）であるリジー・ボーデンを演じ、ミニシリーズ『開拓者たち』では困難に直面した1820年代オハイオの強い女性の役割を選ぶなど、エリザベスの俳優としての後半生は、女優としてのキャリアを積む役を演じている。

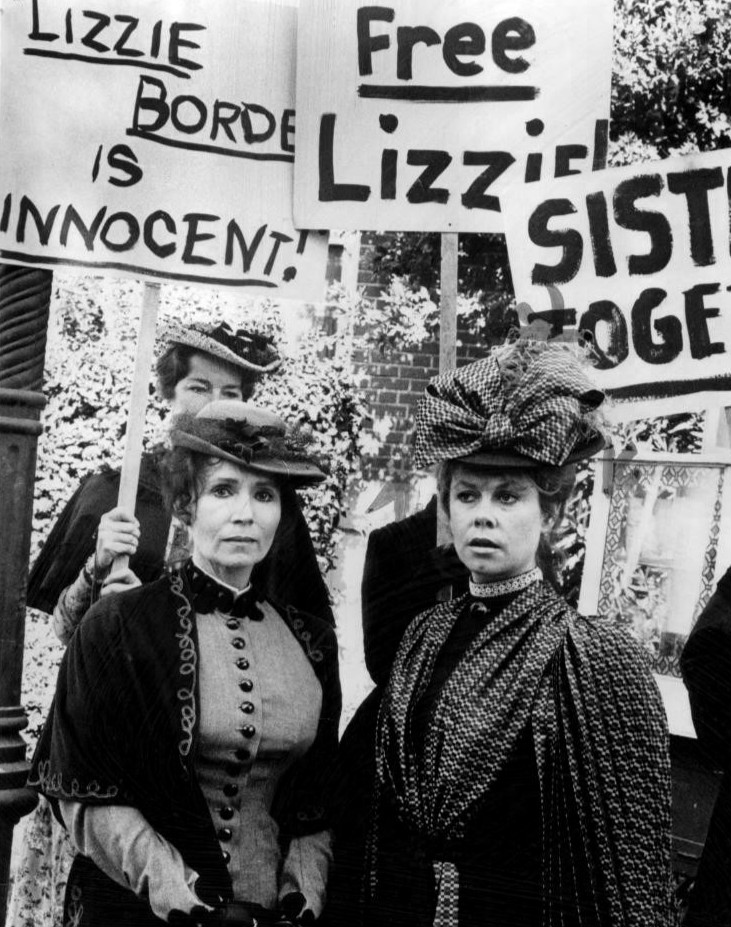
「女死刑囚の秘密」エリザベス(右)とキャサリン・ヘルモンド

1985年の映画『エイモス』の看護婦役として、残忍な悪役も演じている。
1995年9月12日放映のアニメーション版『バットマン』の一エピソード「Showdown」で、特別ゲストとしてバーの女給役を演じたのが最後の仕事であった。その他にいくつかのナレーターをこなしている。
1979年と1982年に、日本のロッテCMにサマンサ役で出演、1982年の同CMでは和服姿で出演している。

## 主な出演作品

### 映画
- 軍法会議The Court-Martial of Billy Mitchell（1955）
- ひとりぼっちのギャング（英語版） Johnny Cool（1963）
- 僕のベッドは花ざかり（英語版） Who's Been Sleeping in My Bed?（1963）
- ビキニガール・ハント（英語版） How to Stuff a Wild Bikini（1965）
- 嵐の夜の惨劇The Victim（1972）
- Mrs. Sundance（1974）
- 私は犯された/エレイン夫人の裁判 A Case of Rape（1974）
- 女死刑囚の秘密（英語版） The Legend of Lizzie Borden（1975）『リジー・ボーデン 奥様は殺人鬼』の邦題でDVD化
- Act of Violence（1979）（TV映画）
- Belle Starr（1980）
- サーカス天国 When the Circus Came to Town（1981）
- 結婚の法則 The Rules of Marriage（1982）
- Amos（1985）（英語版）
- Face to Face（1990）
- Deadline for Murder: From the Files of Edna Buchanan (1995)

## テレビ番組
- ミステリー・ゾーン The Twilight Zone（1961）
- 奥さまは魔女 Bewitched(1964-1972)
  - 1966年の原始家族フリントストーンにサマンサとダーリンがゲスト出演した際には、ディック・ヨークと共に声優を務めている。

## ナレーションの仕事
- The Panama Deception（1992）（英語版）
- Coverup: Behind the Iran Contra Affair（1988）
- Beauty's Punishment（1994）
- Beauty's Release（1994）

## 参照
1. ↑  Pylant, James. “The  Bewitching Family Tree of Elizabeth Montgomery”.   genealogymagazine.com. 2009年11月27日閲覧。